# Thyrsitoides marleyi
Thyrsitoides marleyi är en fiskart som beskrevs av Fowler 1929. Thyrsitoides marleyi ingår i släktet Thyrsitoides och familjen havsgäddefiskar. Inga underarter finns listade i Catalogue of Life.